# کاروانسرای رستم پاشا (ارزروم)

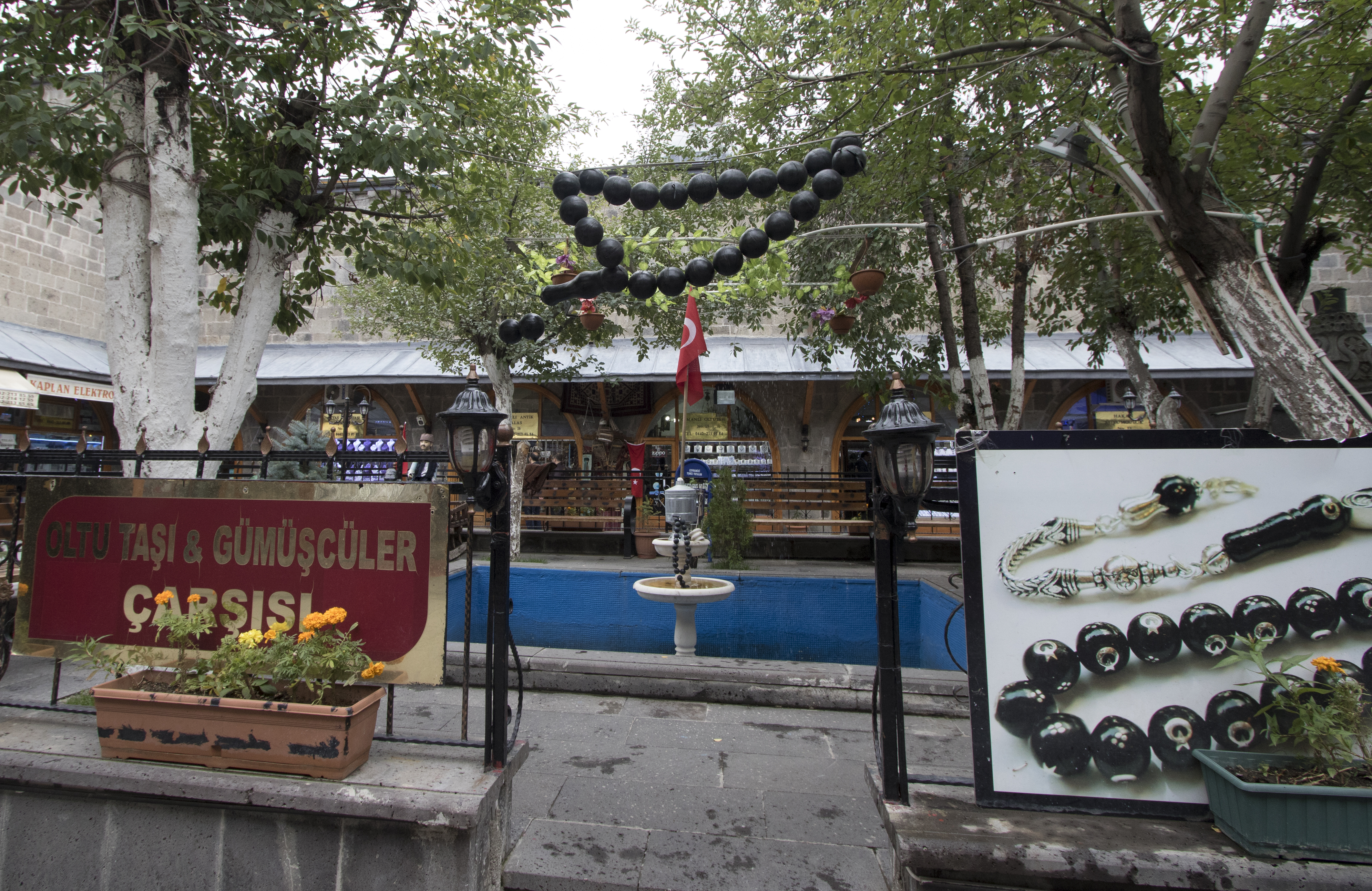
نمایی از حیاط مغازه‌های فروش جواهرات در پس زمینه

کاروانسرای رستم پاشا (ترکی استانبولی: Rüstem Paşa Kervansarayı) معروف به تاش‌خان (Taşhan)، کاروانسرایی است که در منطقه یاقوتیه ارزروم در شرق ترکیه واقع شده و توسط دولتمرد عثمانی و وزیر اعظم رستم پاشا در سال ۱۵۶۱ ساخته شده‌است. این کاروانسرا شامل یک مهمانسرا، یک مسجد کوچک، مکان‌های استراحت، مغازه‌ها، اصطبل‌هایی برای نگهداری ستوران بود. همه قطعات اصلی ساختمان باقی نمانده‌است. روی کتیبه بالای دروازه ورودی به دلیل موقعیت ارزروم به عنوان یک شهر مرزی در آن زمان چنین نوشته شده‌است: «این یک پست مرزی است». ۴۰ تا ۵۰ سرباز قوی در پست‌های مرزی یا ایستگاه‌ها مستقر بودند. پس از گسترش مرزهای شرقی قلمرو امپراتوری عثمانی به تفلیس و دریای خزر، عمارت‌ها، پناهگاه‌ها، انبارها و مغازه‌ها به کاروانسرا اضافه شد.

## نگارخانه

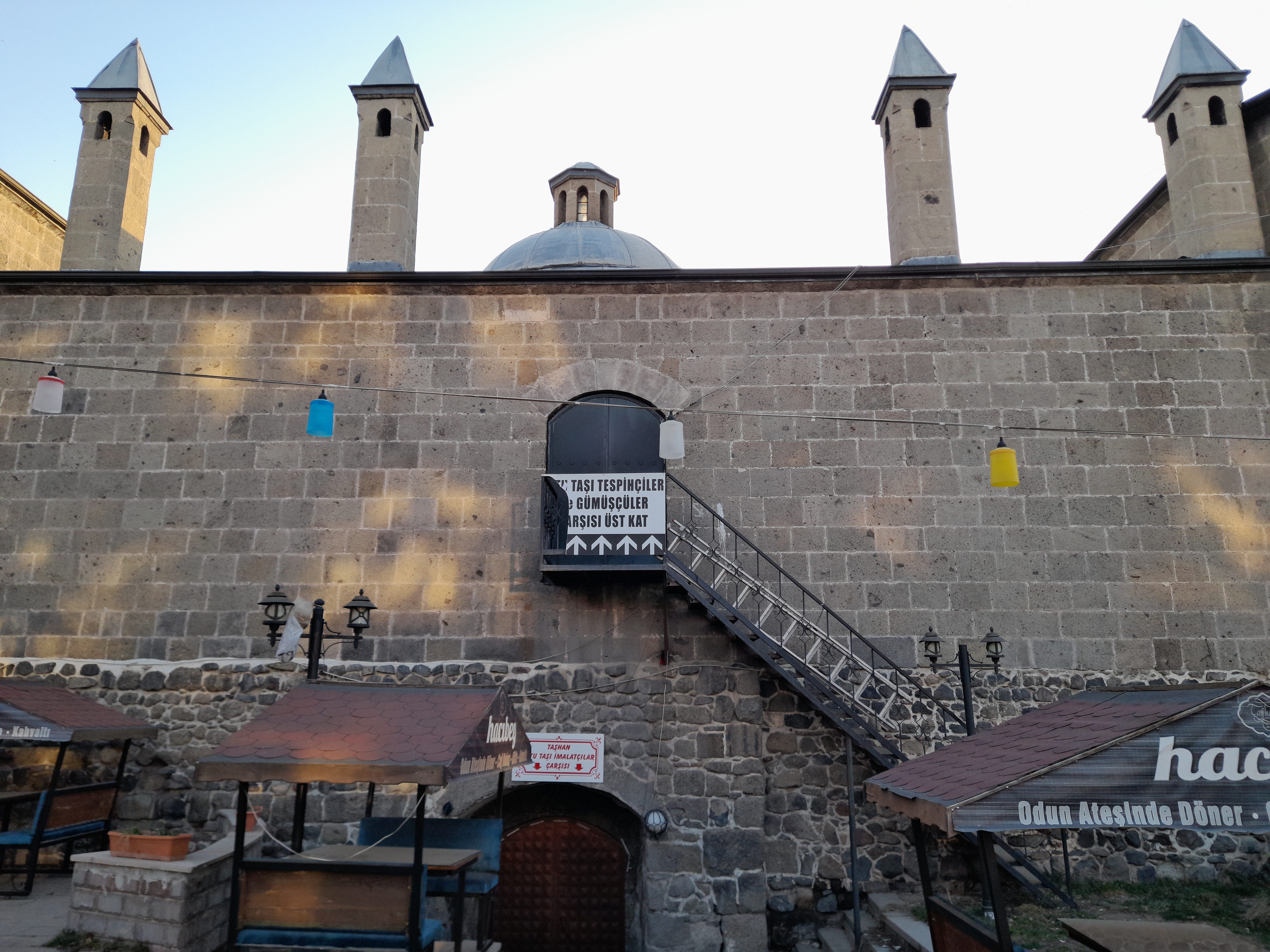